# Karlström (adelsätter)
Karlström eller Carlström har burits av två närstående svenska adliga ätter med ursprung från Brätte, Vänersborgs föregångare, i början av 1600-talet. Ätterna har gemensamt ursprung med ätten Tigerhielm, vars stamfar också hette Karlström före adlandet, och med en borgerlig släkt Carlberg med flera bemärkelsesvärdiga medlemmar. Namnen Karlström och Carlberg är inte unika för dessa släkter, utan har även burits av ett stort antal orelaterade personer.
Den ena Karlström-ätten omfattade endast den adlade, som dog ogift och barnlös. Den andra är sedan 1985 utslocknad på svärdssidan  men hade 2015  fyra kvinnliga medlemmar födda på 1940- och 1950-talen.

## Historik
Ättenas stamfader är Börje Olofsson var rådman och handelsman i Brätte, och gift med Anna Pedersdotter vars mor hette Bröms. Deras två söner tog efternamnen Carlberg respektive Carlström (Karlström). Från sonen Johan Börjesson Carlberg utgick den borgerliga släkt Carlberg, som bland annat omfattade 1700-tals arkitekterna Johan Eberhard, Bengt Wilhelm och Carl Wilhelm Carlberg.
Brodern Gustaf Börjesson, antog namnet Karlström (Carlström). Han drev Hedenskogs masugn och Råglanda hammare och var bosatt på Älvbacka bruk i värmländska Nyeds härad. Hans hustru hette Ellika Elfdalia och var dotter till kyrkoherden i Älvdalen, Benedictus Erici och Magdalena Brunia och av samma släkt som Caméen och Caménhielm. Deras tre söner adlades vid olika tillfällen, den äldste sonen Bengt Gustaf med namnet Tigerhielm, de yngre Johan och Sven med oförändrat namn. De senare introducerades på Riddarhuset på olika nummer och bildar således skilda ätter.

## Karlström nr 857
Den ovan nämnde Johan Karlström var brukspatron och skrev sig till Uddeholms, Stjärnas, Rölandas, Övre och Nedre Föskeds, Hedenskogs och Matjerns hammare och masugnar; han är mest namnkunnig som grundare av Uddeholmsverken. Hans hustru, Elsebe Jörgens, var dotter till en grosshandlare i Göteborg. Den 20 maj 1674 adlades han med bibehållet namn, och introducerades året därefter på Riddarhuset med ättenummer 857.  Av de många barn som föddes fortlevde ätten på svärdssidan endast med en son, Johan Georg Karlström, som inträdde den militära banan, och var gift med friherrinnan Charlotta Roos af Hjelmsäter vars mor var en Sparre af Rossvik. Från dessa fortlevde ätten i tre grenar, men utslocknade på svärdssidan 1985.

## Karlström nr 963
Johan Karlströms bror Sven Karlström var diplomat med uppdrag i England och Danmark, och ingick i den ambassad som hämtade Karl XI:s brud Ulrika Eleonora till Sverige, vars sekreterare han blev 14 januari 1679. Han adlades den 6 juli 1680 och introducerades samma år på Riddarhuset med ättenummer 963. Ogift och barnlös slöt han sin ätt vid sin död 1683 i Stockholm. Han begravdes 11 mars samma år i Karlstads kyrka.